# Habokok
Le Habokok est un canyon situé dans le comté de Turkana, dans le nord-ouest du Kenya (région de la vallée du Rift), à 400 km de Nairobi. Il ressemble à un fiumara et ses eaux aboutissent, à travers un jardin, dans le lac Turkana.